# Hashomer Hatzair
Hashomer Hatzair (hebraico: "jovem guarda" ou "jovem guardião") é um movimento juvenil (em hebraico, "Tnuat Noar") escoteiro, judaico, sionista e socialista, fundado em 1913 na Galícia (Europa Central) a partir da junção de dois grupos, Hashomer (hebraico: "Guardião"), um grupo sionista escoteiro, e Tzerei Tzion (hebraico: "Filhos de Sião" ou "Juventude de Sião"), um movimento ideológico que estudava o sionismo, o socialismo e história judaica. 
Além de Israel, o Hashomer Hatzair está presente em  várias partes do mundo, com atividades semanais para jovens judeus. No Brasil, o Hashomer Hatzair está em Florianópolis, Rio de Janeiro, São Paulo, Brasília, Goiânia, Região Serrana do Rio de Janeiro e Maringá.
Entre muitos nomes famosos, passaram pelo Hashomer Hatzair Arik Einstein, Tony Cliff, Ernest Mandel, Mordechaj Anielewicz, Tosia Altman, Leopold Trepper, Benny Morris e Bussunda.
Como ativista no movimento sionista, o Hashomer Hatzair lança-se à criação de seu primeiro kibutz (denominado Beit Alfa) em 1921. Os jovens passam então a compor as forças do Palmach, exercendo papel vital na defesa das colônias judaicas. Logo após a independência do Estado de Israel, o Palmach será uma das forças formadoras do Tzahal (Forças de Defesa de Israel).

## Símbolos

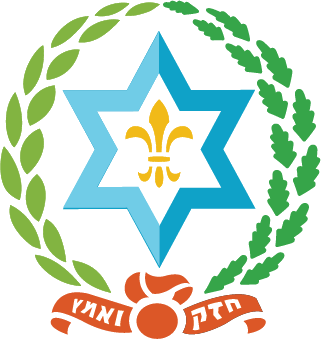

O semel (hebraico: "símbolo") do Hashomer Hatzair é composto pelos seguintes itens:
- Estrela de David (Tradução do hebraico Maguen David), representando o judaísmo do Movimento
- Flor de Lis, representando o lado do escautismo
- Parreira (planta apresentada no lado direito do Semel), representando o sionismo
- Oliveira (planta apresentada no lado esquerdo do Semel), representando o pacifismo do Movimento
- Fundo Vermelho (apesar de poucas vezes apresentado deste modo, o Semel possui um fundo vermelho), representando o socialismo. Muitas vezes o fundo vemelho é substituído por uma fita vermelha (como ocorre no semel ao lado), tendo a mesma simbologia.
- A inscrição Chazak Ve'Ematz (Hebraico: "Força e Coragem"), a "frase lema" do Hashomer Hatzair, que tem origem na Torá.
- Laço e Nó, representam a união de todos os elementos do Semel.

## Yom Haatzmaut
No início do século XX, milhares de jovens deixaram suas casas e suas famílias na Europa para cumprir sua Hagshamá de construir um Estado para os judeus. Um exemplo histórico foi a Kvutzá Bitaniya, um grupo que conseguiu estabelecer uma Kvutzá de 20 pessoas, superando problemas existenciais e de identidade, muitas vezes perdendo membros, mas crescendo em seus laços e vínculos antes inimagináveis. Uma Kvutzá que construiu um lugar no mundo (um estabelecimento que durara 6 meses) contribuindo para Medinat Israel com suas próprias mãos e seu próprio suor. Ali a falta de regras facilitava a purificação, a criação de um novo humano mediante ao trabalho, numa busca por amor e liberdade. Tempo depois essa mesma Kvutzá foi responsável por fundar o primeiro Kibbutz do HaShomer Hatzair: Beit Alfa.
Os Kibbutzim (comunidades agrícolas, autônomas e socialistas baseada no compartilhamento de bens, tanto materiais quanto vivenciais) vieram a ser a coluna vertebral do que futuramente se tornou o Estado de Israel, fiel retrato daqueles - e muitos outros - jovens. Geraram uma nova mentalidade onde o povo judeu poderia se consolidar como nação dentro de um território, dando à economia uma forma mais humana. Graças a essa atitude socialista o país alcançou um nível de trabalhos sociais sem pretendentes e que continua se destacando internacionalmente até hoje. Também se facilitou a criação de uma rede de comunicação dentro do jovem Estado baseando-lá na rede já existente dos Kibbutzim, além de ter aberto portas para a proliferação da economia colaborativa e da vida comunitária. Ainda assim, continuam existindo inúmeras Kvutzot Bitaniya que trabalham dentro e fora do Estado.